# Kanal mellan Uddevalla och Vänersborg
En kanal mellan Uddevalla och Vänersborg, även kallas Uddevallakanalen har föreslagits ända sedan 1600-talet.
Det finns två skäl till en sådan kanal. Det ena är att ge en ny sjöfartsled till Vänern från Byfjorden i Skagerrak, och det andra skälet är att ge en möjlighet till avtappning av Vänern om det skulle bli översvämningar runt sjön. Myndigheter och kommuner ser en risk för allvarliga översvämningar runt Vänern, vilket skulle kunna kosta miljardbelopp i skador.
Utredningar har gjorts flera gånger, första gången redan på 1600-talet,, och sedan bland annat 1909 och 1967. Trafikverket har på 2000-talet gjort en kort förstudie om kanalen. Det finns flera sjöar som är lämpliga att använda, bland andra Grind, Kyrkesjön, Gundlebosjön och Boteredssjön. De nämnda sjöarna ligger på 51–54 meter över havet, jämfört med Vänerns 44 meter. Det innebär att en sluss skulle behövas för att fartyg ska ta sig från Vänern. Man skulle inte heller kunna använda en sådan kanal som avtappning från Vänern. Det skulle kunna bli problem att vattenförsörja Boteredssjön som är den högsta sjön, vilket skulle kunna lösas genom att sänka den, men övriga problem skulle kvarstå. Det skulle lösas om man bygger en vattentunnel istället, som dock inte skulle kunna ta fartyg, eller en kanal nedsprängd till Vänerns nivå, som dock skulle kräva stora arbeten och tömning av sjöar.
Sedan år 1800 finns en kanal mellan Vänern och Skagerrak, Trollhätte kanal. Det finns ett behov av totalrenovering av denna kanal under 2020-talet, med ombyggnad av slussar. För att undvika avbrott i trafiken kan en ny kanal byggas.